# 25.º Jamboree Mundial Escoteiro
O 25.º Jamboree Mundial Escoteiro foi a 25.° edição do Jamboree Mundial Escoteiro, o maior acampamento do Movimento Escoteiro, que acontece a cada quatro anos em um país diferente, realizado de 1 a 12 de agosto de 2023 em Saemangeum, Jeolla do Norte, Coreia do Sul. Foi organizado pela Associação Escoteira da Coreia com o tema "Desenhe seu sonho". Cerca de 43 000 participantes de 158 países compareceram. O local, Saemangeum, é uma planície de maré recuperada na costa do Mar Amarelo, na Coreia do Sul. O parque de campismo é plano, tem vista para o mar de um lado e oferece vista para a serra. O local tem cerca de 6,2km x 1,7km (com base nos pontos mais longos).
O intuito do evento é que com suas patrulhas os jovens participem de atividades de intercâmbio cultural com os demais escoteiros de diversos locais do mundo, como cozinhar, montar o acampamento, atividades de lazer, cultura, espiritualidade, entre outras, orientadas pelo programa educativo.
Falhas no planejamento e execução, em conjunto com as recentes enchentes e uma onda de calor, geraram problemas de saúde entre os participantes. O governo sul-coreano, em cooperação com a Organização Mundial do Movimento Escoteiro, decidiu evacuar os participantes em 8 de agosto devido ao tufão Khanun. Após a evacuação, foi improvisado um programa de visitas a locais históricos e culturais e concertos de música pop para os participantes deslocados em diversas regiões do país.

## Escolha da sede
Tanto a Associação Polonesa de Escotismo e Orientação (ZHP) quanto a Associação Escoteira da Coreia (KSA) lançaram propostas para sediar o 25.º Jamboree Escoteiro Mundial. A Organização Mundial do Movimento Escoteiro deveria ter selecionado o país anfitrião em 2014 na 40.ª Conferência Escoteira Mundial em Ljubljana, Eslovênia, porém a seleção foi adiada para além do 23º Jamboree Escoteiro Mundial, onde ambos os contingentes ainda fizeram candidaturas.
O tema proposto pela Associação Polonesa, "Be the Spark", recebeu apoio da cidade de Gdańsk para sediar o Jamboree. O prefeito Paweł Adamowicz escreveu um artigo para o Huffington Post promovendo Gdańsk como uma cidade anfitriã ideal.
O tema proposto pela Associação Escoteira da Coreia, "Draw Your Dream" e a localização em Saemangeum, foram apoiados pelo Governo Provincial de Jeollabuk-do e pelo Ministério da Igualdade de Gênero e Família do Governo da Coreia. O Jamboree também celebraria o centenário do Escotismo na Coreia, e o legado do 17.º Jamboree Escoteiro Mundial, realizado em 1991, em Goseong, Gangwon-do, com 19 093 participantes de 135 países sob o tema "Muitas Terras, Um Mundo". O presidente coreano Moon Jae-in e o ex-secretário-geral das Nações Unidas Ban Ki-moon promoveram ativa e publicamente a candidatura do KSA.
Em 16 de agosto de 2017, durante a 41.ª Conferência Escoteira Mundial em Baku, Azerbaijão, a OMME anunciou que o 25.º Jamboree Escoteiro Mundial seria realizado na Coreia do Sul.

## Programa
O Programa foi elaborado em torno de 5 pontos e chamado 4S+ACT, devido às iniciais dos pontos em inglês: Escotismo para a Vida (Scouting for Life), Inteligente e Científico (Smart & Scientific), Seguro e Protegido (Safe & Secured), Sustentabilidade (Sustainability) e ACT: Aventura, Cultura, Tradição.

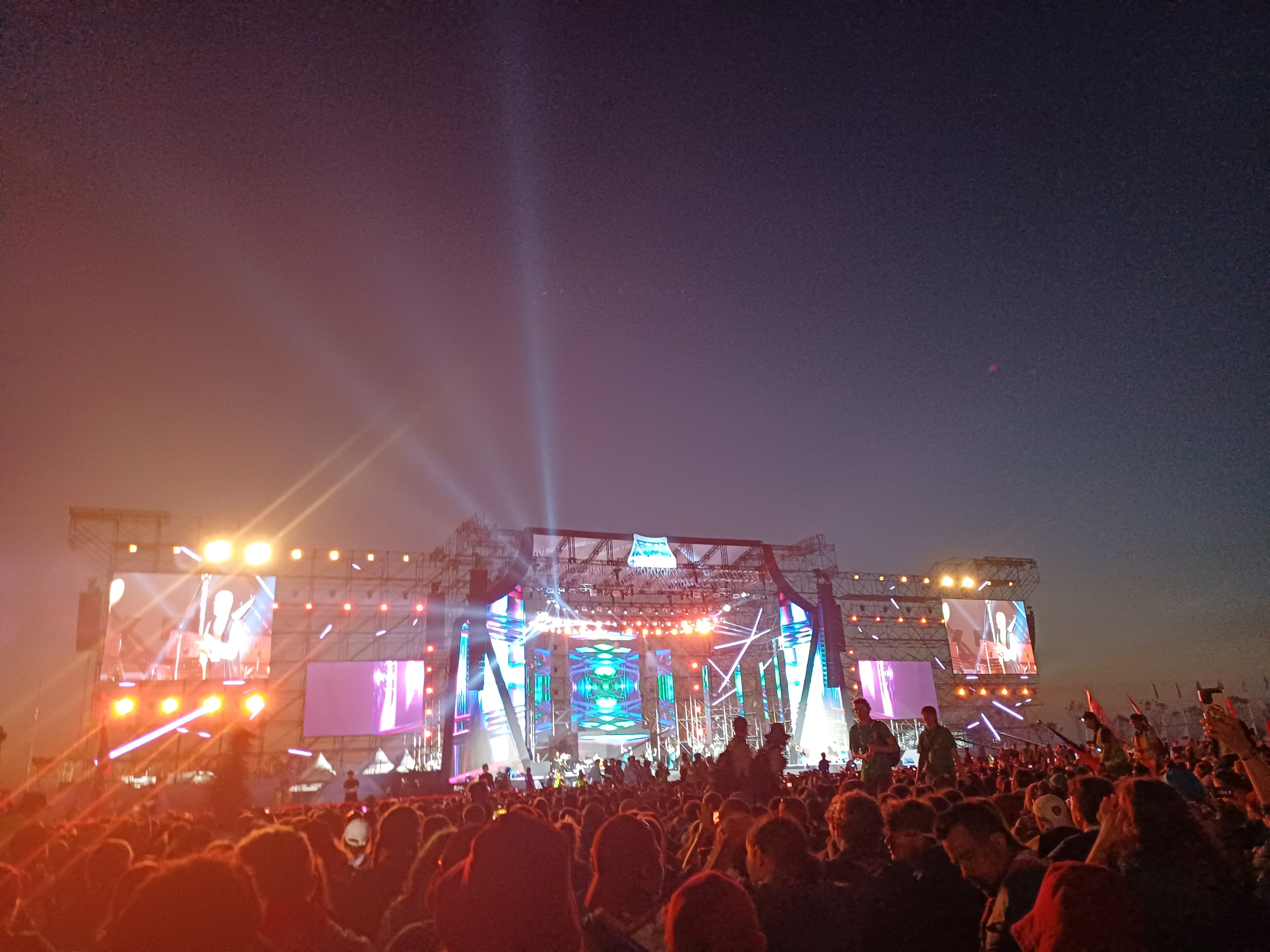
Cerimônia de abertura do Jamboree

1. Escotismo para a Vida: Combinando os valores do Escotismo e as ideias educativas relativas à cidadania global e à sustentabilidade, o sector do Escotismo para a Vida capacitará os jovens para promoverem a liderança e as competências para a vida e transformá-los em cidadãos responsáveis, capazes de enfrentar os desafios do mundo.[22]
2. Inteligente e Científico: Através do aplicativo oficial, os participantes se envolverão ativamente em ciência, tecnologia, engenharia, artes e matemática, utilizando o método Scout. Enquanto fazem um tour pelo futuro – robôs e realidade virtual, eles poderão compartilhar o programa Jamboree e as tecnologias emergentes com suas famílias e amigos, bem como com outros escoteiros.[22]
3. Seguro e Protegido: O setor Seguro e Protegido pretende ajudar meninos e meninas a adotar uma abordagem proativa na resposta a emergências associadas a desastres naturais e doenças infecciosas e a praticar exercícios de segurança - desenvolvidos pela Associação Escoteira da Coreia.[22]
4. Sustentabilidade: Em associação com parceiros regionais, nacionais e estrangeiros, o setor da Sustentabilidade dedica-se a ensinar os participantes adolescentes a defender práticas de desenvolvimento sustentável para as suas comunidades locais e globais. Na Better World Tent e na Global Development Village, eles irão comungar com a natureza, forjar uma cultura de paz e discussão e alavancar a diversidade e a inclusão.[22]
5. ACT: Aventura, Cultura, Tradição: Os adolescentes participantes do setor ACT não apenas interagirão com a natureza nas montanhas, rios e mares mais próximos, mas também descobrirão a cultura coreana através do K-pop, Bibimbap, Hangeul e muito mais.[22]

### Cerimônia de abertura
A cerimônia de abertura foi realizada em Saemangeum na noite de quarta-feira, 2 de agosto. O orador principal foi o presidente da Coreia do Sul, Yoon Suk Yeol com sua primeira-dama, Kim Keon-hee, ambos usavam uniforme de escoteiro. Também falou Bear Grylls, o Embaixador Chefe do Escotismo Mundial. O evento contou com música e espetáculo de luzes com drones.
Durante a cerimônia, foi reportado pela mídia que 88 pessoas precisaram receber atendimento médico. Destas, 83 apresentaram sintomas de exaustão graças ao calor e foram tratadas no hospital dentro da região dos acampamentos. Segundo a polícia, os outros casos foram relacionados a fraturas e sintomas de ansiedade e foram tratados em hospitais próximos.

## Críticas e falhas

### Problemas de infraestrutura
Logo depois que os escoteiros começaram a chegar, tornou-se evidente que o saneamento, o transporte, a infraestrutura e outras necessidades básicas dos escoteiros visitantes não seriam atendidas. O mau planejamento e execução levaram a problemas sérios que foram posteriormente agravados pela temperatura mais alta do que o previsto. O local do Jamboree era anteriormente uma área de maré e o aumento das chuvas imediatamente antes da cerimônia de abertura só piorou os problemas do local.
Segundo a SBS News, o Ministério da Igualdade de Gênero e Família, que se preparou para o festival, recebeu um orçamento estimado em cerca de 200 bilhões de wons sul-coreanos, incluindo custos de construção. Não havia drenagem adequada no local do evento, então o local sofreu inundações antes mesmo da cerimônia de abertura. O início do Jamboree foi adiado porque chuvas excepcionalmente fortes resultaram na inundação de parte do local, causando problemas no abastecimento de água e energia.
Também foram levantadas questões de escassez de alimentos e de higiene, incluindo alimentos insuficientes e instalações não geridas. As infraestruturas básicas, tais como chuveiros operacionais, banheiros e baldes do lixo, não foram suficientemente fornecidas pelos organizadores para acomodar suficientemente os 43 000 Escoteiros.

### Onda de calor
O Jamboree também foi significativamente afetado por uma onda de calor, com temperaturas de até 35 °C. Em 4 de agosto, 1 486 pessoas foram ao hospital local, que o secretário-geral do comitê organizador, Choi Chang-haeng, atribuiu ao alto esforço energético durante o concerto de k-pop da cerimônia de abertura. Na cerimônia de abertura, 88 pessoas necessitaram de atendimento médico e no dia seguinte o número de jovens afetados pelo calor subiu para mais de 1000 e o comitê organizador informou seu plano de pôr em ação mais 30 médicos e 60 profissionais de enfermagem. As atividades ao ar livre foram substituídas por programas culturais fora da área do evento e as autoridades forneceram equipamentos de resfriamento como ares-condicionados.
O presidente Yoon Suk Yeol instruiu o governo a fornecer ônibus com ar condicionado e caminhões frigoríficos para proteger os participantes que sofrem com a onda de calor. Os pedidos de renúncia do governo continuaram em setembro, com os membros do conselho da província de Jeolla do Norte a pedirem a renúncia do ministro da Igualdade de Género e da Família, Kim Hyun-sook. O ministro foi posteriormente substituído pelo Primeiro Ministro Yoon por Kim Haeng.

### Acusação de assédio
No dia seguinte à cerimônia de abertura, um caso de um chefe escoteiro da Tailândia que entrou na área dos chuveiros femininos do acampamento causou uma onda de críticas. Kim Tae Yeon, líder da Associação de Escoteiros de Jeolla do Norte, relatou: que por volta das 5 da manhã, o líder tailandês seguiu a sua líder até os chuveiros femininos. Ao ser flagrado, alegou que estava lá para tomar banho. Cerca de 100 pessoas presenciaram o caso, que foi denunciado aos organizadores do evento. O chefe recebeu apenas uma advertência.

### Respostas dos contingentes
Em 4 de agosto, os escoteiros do Reino Unido (com 4 500 participantes) começaram a remover todos os seus escoteiros do evento durante os próximos 2 dias para ficarem em hotéis em Seul. Matt Hyde, executivo-chefe da OBE da Associação de Escoteiros do Reino Unido, afirmou que eles fizeram isso por preocupação por quatro razões: questões de saneamento, especialmente limpeza dos banheiros; a quantidade de alimentos e a capacidade de acomodar restrições alimentares; a onda de calor e a falta de medidas de socorro substanciais; e falta de serviços médicos adequados. Ele creditou a Embaixada Britânica em Seul como seu maior parceiro no planejamento de novos eventos. O contingente Boy Scouts of America (com 1 100 participantes) também decidiu retirar-se do Jamboree, e teve seus escoteiros evacuados para Camp Humphreys, uma base militar dos Estados Unidos, em 6 de agosto.
Em 7 de agosto, os Escoteiros da China, que representa Taiwan (com 1 613 participantes), retirou seu contingente do evento citando o ambiente inóspito e preocupações de segurança. A Associação Escoteira de Hong Kong (460 participantes), Escoteiros Aotearoa da Nova Zelândia e os contingentes da Associação Escoteira de Cingapura também se retiraram em 7 de agosto.

### Tufão Khanun
Com a previsão de que o tufão Khanun afetaria o local, em 7 de agosto a Organização Mundial do Movimento Escoteiro solicitou que o governo sul-coreano encerrasse o Jamboree mais cedo e que todos os participantes deixassem o local. Todos os participantes foram transferidos para hotéis e acomodações em Seul ou independentemente da decisão do contingente. O Presidente Yoon pediu aos governos locais de todo o país que elaborassem programas turísticos para os participantes deslocados do Jamboree. A cidade de Busan encontrou alojamento para 10 000 escoteiros e organizou visitas à praia de Haeundae e ao parque natural Taejongdae. Na província de Chungcheong do Norte, foram encontradas acomodações em universidades, centros de treinamento e hotéis. A Ordem Jogye do Budismo Coreano disponibilizou instalações em 170 dos seus templos. O Ministério do Interior e Segurança disse que mais tarde liquidaria as despesas dos governos locais com alimentação e alojamento, que ascenderam a quase 15 bilhões de wons sul-coreanos.
O contigente brasileiro evacuou Saemangeum ao longo do dia 7 de agosto para a cidade de Daejeon, a 50 minutos de trem de Seul.

### Resposta da OMME
Em setembro, após o evento, a Organização Mundial do Movimento Escoteiro anunciou o início de uma revisão independente das deficiências que levaram à entrega do evento. O painel de revisores continha membros da organização escoteira, bem como planejadores de eventos externos anteriormente envolvidos em eventos de alto perfil, como a Copa do Mundo FIFA. O relatório foi tornado público por meio da plataforma de aprendizagem online da WOSM em abril de 2024. No relatório, foi alegado que o governo sul-coreano assumiu o papel de liderança na organização do evento, tornou-se o "organizador de fato" enquanto marginalizava a Associação Escoteira da Coreia. O relatório indicou que o governo enganou as organizações escoteiras internacionais e nacionais sobre a preparação do evento e também acusou o governo de dificultar a investigação pós-evento ao não fornecer informações. O governo negou as alegações, indicando que estava apoiando a Arábia Saudita e que ninguém lhes pediu informações. Em abril de 2024, este caso ainda estava aberto.

## Cerimônia de encerramento
O 2023 Saemangeum World Scout Jamboree K-pop Super Live foi um concerto que também serviu como cerimônia de encerramento do 25.º Jamboree Escoteiro Mundial realizado no Estádio da Copa do Mundo de Seul em 11 de agosto de 2023. O concerto foi originalmente planejado para ser realizado em 6 de agosto em um estádio ao ar livre em Saemangeum, antes de ser remarcado para 11 de agosto no Estádio da Copa do Mundo de Jeonju, e depois transferido para este último local. Um jogo da FA Cup da Coreia e um episódio do Music Bank da KBS2 foram cancelados para facilitar a realização do evento.

### Apresentações
As performances foram as seguintes:
- HolyBang – "Venom" and "FTF (Face To Face)"
- The Boyz – "Lip Gloss" and "Thrill Ride"
- The New Six – "Kick It 4 Now"
- ATBO – "Next To Me"
- Xikers – "Do or Die"
- Jo Yu-ri – "Taxi"
- KARD – "Icky"
- P1Harmony – "Jump"
- Libelante – "Musica"
- Zerobaseone – "New Kidz on the Block" and "In Bloom"
- NewJeans – "ETA" and "Hype Boy"
- Kwon Eun-bi – "The Flash"
- Fromis 9 – "#menow"
- Kang Daniel – "SOS"
- Shownu X Hyungwon – "Love Me a Little" and "Wildfire"
- Ive – "I Am" and "Love Dive"
- Itzy – "Cake" and "Wannabe"
- Mamamoo – "Starry Night" and "Hip"
- NCT Dream – "Yogurt Shake" and "ISTJ"
- Todos – "Balloons"